# Здание Белградского кооператива
Здание Белградского кооператива (серб. Зграда Београдске задруге; также известно, как Геозавод) — архитектурный памятник в Белграде. Входит в число памятников культуры Сербии особой важности. Закладка нового здания Белградского кооператива произошла во время смены политического режима, когда после убийства Александра Обреновича пришла к власти династия Карагеоргиевичей. Либерально-буржуазная идеология Петра I, которая заменила автократию, привела к улучшению экономической ситуации государства.

## История
В 1882 году был основан «Белградский кооператив взаимной помощи и сбережения» по инициативе группы белградских торговцев, чтобы финансировать хозяйственную деятельность. Для своего времени Кооперативный бан стал современным способом предоставления кредитов и прогрессивным методом восстановления торговой деятельности и рынка в системе капитализма. 
В 1897 году, в дополнение к предоставлению банковских услуг, был основан Отдел страхования и Белградский кооператив начал развиваться как страховое общество. Являясь одним из самых значительных учреждений такого типа оно проработал вплоть до 1944 года. Некоторые из самых важных фигур экономической и финансовой жизни Сербии возглавляли Белградский кооператив. Среди них были организатор и главный координатор Лука Челович, который впоследствии стал донором и меценатом Белградского университета, Коста Таушанович и Лазар Пачу, ведущие сербские финансовые эксперты своего времени, общественные деятели, передовые политики и государственные деятели, а также известные белградские предприниматели Джордже Вейферт, Димитрие Чиркович и прочие.
В 1897 году, на очередном заседании акционеров Кооператива, было решено построить новое здание. Для этого были приобретены имения, принадлежащие братьям Крсманович, братьям Годевац, белградскому муниципалитету, Вуи Ранковичу и Луки Человичу недалеко от Малого рынка на берегу реки Сава. Постройка, которую Кооператив самостоятельно финансировал, продолжалась с 1903 по 1907 год.

## Здание
Здание построено по проекту ведущих архитекторов, профессоров Белградского университета Андра Стевановича и Николы Несторовича. Большая часть здания построена на старом насыпе реки Савы. Из-за ненадежности грунта фундамент многих стен был изготовлен из железобетона, технология которого была применена в Белграде впервые (с железом для зажимов, так как в Белграде не было настоящей арматуры). Подрядчики строительных работ были братья Шток. Каменный материал полностью был выполнен компанией «Индустрија рипањског гранита». Фасадная лепнина, интерьер с богатой декоративной штукатуркой разработал и выполнил Франя Валдман, скульптор строительных украшений. Декоративную роспись парадного входа выполнили Бора Кочевич и Андре Доменико, в то время как роспись по стеклу был выполнен Р. Марковичем.
Белградский Кооператив переехал в это здание сразу по окончании работ в 1907 г. и пребывал в нём до отмены. Впоследствии здание использовал Геологический-геофизический институт им. Јована Жујовића.
Положение здания в общественной жизни определило репрезентабельность и монументальность как единственную возможную архитектурную концепцию. Здание было разработано в стиле академизма с элементами академической эклектики и современной сецессии. Построено в виде монументального углового здания с тремя крыльями на неправильном участке. Выступающая часть здания с видом на улицу Карађорђева производит глубокое впечатление, ив нем находятся общественные помещения. В крыльях здания с видом на улицы Травничка и Херцеговачка находятся офисы, и они разработаны единообразным фасадом в более спокойной рифме и на различных отметках. В центральной части здания, на передней стороне существуют два этажа — парадный вход и актовый зал, а в середине находится вестибюль, распространяющийся через оба этажа, и ещё одноэтажный кассовый зал в задней части. Боковые крылья разработаны как трехэтажные. Магазины были когда-то расположены на первом этаже боковых крыльев. Административные и управленческие офисы находились на втором и третьем этажах, в одном крыле банковский отдел а в другом отдел для страхования. Здание Белградского кооператива построено смешанными техниками. Подвалы, которые простирались под всем зданием выполнены из железобетона с прусскими сводами. Большая часть здания была построена с использованием стандартной процедурой, кирпич и известковый раствор, а только частично из железобетона. Соединения архитравные для боковых крыльев, и архитравные и арочные для центральной крыла. Конструкция лантерны над центральной лестницей разработана в форме треугольной решеткой. Крыши с парапетами, небольшого наклона и с куполами. Отделка наружного фасада здания из искусственного камня, а в цокольной зоне сделана из каменных плитах, в то время как внутренняя часть фасада, с видом на двор, оштукатурена. Структурная система состоит из сводов и мраморных колонн. В основном лестницы трехмаршевые из камня или мрамора, в то время как вспомогательные лестницы винтовые и железные. Внутренние стены оштукатурены и окрашены, репрезентабельные помещения украшены настенной росписью и имитацией мрамора, пилястрами с озолоченными капителями и полихромными, декоративными, женскими масками. Полы паркетные или из терраццо. Лепнина на фасадах выполнена из искусственного камня, а декорация в интерьере была выполнена из гипса или штукатурки.
Все декоративные мотивы здания Белградского кооператива заимствованные из арсенала пост-ренессанса и преимущественно барокко, но интерпретированы в духе своего времени, чтобы создать уникальное выражение стиля. На фронтальном фасаде доминирует большая стеклянная поверхность, над которой находится купол c зубцом, фланкированная группой скульптур, состоящей из женской фигуры, которая персонифицирует Сербию с четырьмя фигурами детей, символизирующими хозяйственные отрасли. В нишах, в боковых ризалитах главного фасада находятся фигуры Женщин с улей и Мужчин с свитком. Внутри здания, в начале лестниц, в главном здании находится люстра с дубликатами фигур молодых женщин, а над галереей в главном зале находится группа, состоящая из женской фигуры с короной, тоже персонифицируя Сербию, и две детские фигуры, представляющие страхование и банковское дело. Металлическая фигура, должно быть импортная, позолоченная, а также позолочена и вся лепнина в интерьере. Над окнами второго этажа и в поясе окон первого этажа боковых крыльев, на верху лизен, находится много рельефов в виде женских масок, а над самым входом находится маска Меркурия. Единство архитектуры и декоративно-прикладного искусства четко видно в интерьере здания. Такое единство искусства, известное как «синтез искусств», особенно ценилось в европейской архитектуре конца XIX и начала XX вв. Именно этот «синтез искусств», очень редкий в белградской архитектуре, делает здание Белградского кооператива уникальным творением. Каждый из декоративных элементов, росписи на стенах и потолках, скульптуры, лепнина, люстры или аппликация на стенах, окрашенные стеклянные парапеты в кассовом зале, стеклянные поверхности и двери большого зала свидетельствуют об уникальности, из-за которой здание Кооператива объявлено памятником культуры в 1966 г.
Напротив здания Кооператива расположен Дом Вучи на Саве, являющийся его панданом в объёмно-планировочном отношении.

## Реконструкция
Здание Белградского кооператива несколько раз было отремонтировано. Важнейшие изменения в строительной и архитектурной структуре здания выполнены в 1956/57 годах и 1958/59 годах. В эти же годы институт им. «Јован Жујовић» достроил этаж над обоими крыльями с видом на улицы Травничка и Херцеговачка, а затем три этажа в центральной части здания внутри двора вокруг бывшего кассового зала. Эти изменения в большой мере изменили наружный вид фасада. Убраны купола, аттик стал этажом, на первом этаже замурованные проемы для дверей в магазинах, которые потом стали окнами офисов. С центрального купола убран зубец, а также и часы с главного фасада. Кассовый зал внутри блока оставался на первом этаже с зенитным освещением, но без прямого источника освещения, а через световую шахту.
В 1990-х годах здание Геозавода сдавалось для проведения мероприятий, таких, как музыкальные фестивали и вечеринки. И начало нового тысячелетие здание встретило в обветшалом и требующем ремонта виде.  
Белградский кооператив представляет собой одно из самых значительных зданий сербской архитектуры первой половины 20-го века, а также одно из самых успешных достижений архитекторов Андри Стевановича и Николы Несторовича. Архитектурная концепция, соответствие функциональных и композиционных элементов здания, богатая скульптурная пластика и лепнина, последовательность стиля, качество строительных работ, использование новых строительных методов, новые материалы и другие архитектурные особенности превращают это здание в один из самых репрезентабельных шедевров сербской архитектуры. Белградский кооператив является одним из редких зданий, которое является вестником начала модерной реконструкции Белграда в зоне побережья реки Савы. Белградский кооператив объявлен культурным памятником особого значения для Республики Сербии (Решение, «Сл. гласник СРС» бр. 14/79)